# Équipe d'Algérie de football à la Coupe d'Afrique des nations 2010
Cet article relate le parcours de l’Équipe d'Algérie de football lors de la Coupe d'Afrique des nations de football 2010 organisée en Angola du 10 janvier 2010 au 31 janvier 2010.

## Effectif
| Numéro / Nom       | Numéro / Nom        | Équipe          | Sél. (but)      | Date de naissance | J.              |                 |                 |                 |                 |
| Gardiens de but    | Gardiens de but     | Gardiens de but | Gardiens de but | Gardiens de but   | Gardiens de but | Gardiens de but | Gardiens de but | Gardiens de but | Gardiens de but |
| ------------------ | ------------------- | --------------- | --------------- | ----------------- | --------------- | --------------- | --------------- | --------------- | --------------- |
| 1                  | Mohamed Ousserir    | CR Belouizdad   | 5 (0)           | 5 février 1978    | 0               | 0               | 0               | 0               | 0               |
| 16                 | Fawzi Chaouchi      | ES Sétif        | 2 (0)           | 5 décembre 1984   | 5               | 0               | 0               | 1               | 0               |
| 23                 | Amine Zemmamouche   | MC Alger        | 0 (0)           | 19 mars 1985      | 2               | 0               | 0               | 0               | 0               |
| Défenseurs         |                     |                 |                 |                   |                 |                 |                 |                 |                 |
| 2                  | Madjid Bougherra    | Glasgow Rangers | 34 (2)          | 7 octobre 1982    | 6               | 1               | 1               | 0               | 0               |
| 3                  | Nadir Belhadj       | Portsmouth FC   | 37 (4)          | 18 juin 1982      | 5               | 0               | 1               | 0               | 1               |
| 4                  | Anthar Yahia        | VFL Bochum      | 40 (5)          | 21 mars 1982      | 2               | 0               | 1               | 0               | 0               |
| 5                  | Rafik Halliche      | SL Benfica      | 9 (1)           | 2 septembre 1986  | 5               | 1               | 0               | 1               | 0               |
| 11                 | Slimane Raho        | ES Setif        | 45 (0)          | 20 octobre 1975   | 2               | 0               | 0               | 0               | 0               |
| 12                 | Redha Babouche      | MC Alger        | 1 (0)           | 3 juillet 1979    | 1               | 0               | 0               | 0               | 0               |
| 14                 | Abdelkader Laïfaoui | ES Setif        | 3 (0)           | 9 juillet 1981    | 3               | 0               | 1               | 0               | 0               |
| 17                 | Samir Zaoui         | ASO Chlef       | 21 (0)          | 3 juin 1976       | 2               | 0               | 1               | 0               | 0               |
| Milieux de terrain |                     |                 |                 |                   |                 |                 |                 |                 |                 |
| 6                  | Yazid Mansouri      | FC Lorient      | 58 (0)          | 25 février 1978   | 6               | 0               | 0               | 0               | 0               |
| 7                  | Yacine Bezzaz       | RC Strasbourg   | 19 (3)          | 10 août 1981      | 2               | 0               | 0               | 0               | 0               |
| 13                 | Karim Matmour       | Mönchengladbach | 16 (1)          | 25 juin 1985      | 5               | 1               | 2               | 0               | 0               |
| 15                 | Karim Ziani         | VfL Wolfsburg   | 46 (4)          | 17 août 1982      | 6               | 0               | 1               | 0               | 0               |
| 18                 | Hameur Bouazza      | Blackpool       | 10 (1)          | 22 février 1985   | 5               | 1               | 0               | 0               | 0               |
| 19                 | Hassan Yebda        | SL Benfica      | 2 (0)           | 14 juin 1984      | 6               | 0               | 1               | 0               | 0               |
| 20                 | Mourad Meghni       | Lazio de Rome   | 5 (0)           | 16 avril 1984     | 4               | 0               | 0               | 0               | 0               |
| 22                 | Djamel Abdoun       | FC Nantes       | 0 (0)           | 14 février 1986   | 4               | 0               | 0               | 0               | 0               |
| Attaquants         |                     |                 |                 |                   |                 |                 |                 |                 |                 |
| 9                  | Abdelkader Ghezzal  | AC Sienne       | 10 (3)          | 5 décembre 1984   | 6               | 0               | 1               | 0               | 0               |
| 10                 | Rafik Saifi         | Al-Khor SC      | 55 (18)         | 7 février 1975    | 3               | 0               | 0               | 0               | 0               |
| 21                 | Abdelmalek Ziaya    | Ittihad FC      | 0 (0)           | 23 janvier 1984   | 3               | 0               | 0               | 0               | 0               |
| Sélectionneur      |                     |                 |                 |                   |                 |                 |                 |                 |                 |
|                    | Rabah Saâdane       |                 |                 | 3 juin 1946       |                 |                 |                 |                 |                 |

## Qualifications

### 2etour

#### Groupe 6
L'Algérie, la Gambie et le Sénégal luttent de bout en bout pour la première place, dans un groupe ou les points pris à l'extérieur sont rares. Lors de l'ultime journée, l'Algérie possède 1 point d'avance sur le Sénégal et la Gambie qui se rencontrent à Dakar. Kader Mangane croit donner la qualification aux Lions de la Teranga en ouvrant le score à la 65e minute, mais la Gambie pousse et égalise à 5 minutes de la fin. Les deux équipes sont néanmoins éliminées et c'est l'émeute au Sénégal, tandis que l'Algérie obtient un nul suffisant au Libéria.
| Rang | Équipe  | Pts | J | G | N | P | Bp | Bc | Diff |  | Résultats (▼ dom., ► ext.) |     |     |     |     |
| ---- | ------- | --- | - | - | - | - | -- | -- | ---- |  | -------------------------- | --- | --- | --- | --- |
| 1    | Algérie | 10  | 6 | 3 | 1 | 2 | 7  | 4  | +3   |  | Algérie                    |     | 1-0 | 3-2 | 3-0 |
| 2    | Gambie  | 9   | 6 | 2 | 3 | 1 | 6  | 3  | +3   |  | Gambie                     | 1-0 |     | 0-0 | 3-0 |
| 3    | Sénégal | 9   | 6 | 2 | 3 | 1 | 9  | 7  | +2   |  | Sénégal                    | 1-0 | 1-1 |     | 3-1 |
| 4    | Liberia | 3   | 6 | 0 | 3 | 3 | 4  | 12 | -8   |  | Liberia                    | 0-0 | 1-1 | 2-2 |     |

### 3eTour

#### Groupe C
| Rang | Équipe  | Pts | J | G | N | P | Bp | Bc | Diff |  | Résultats (▼ dom., ► ext.) |     |     |     |     |
| ---- | ------- | --- | - | - | - | - | -- | -- | ---- |  | -------------------------- | --- | --- | --- | --- |
| 1    | Algérie | 13  | 6 | 4 | 1 | 1 | 9  | 4  | +5   |  | Algérie                    |     | 3-1 | 1-0 | 3-1 |
| 1    | Égypte  | 13  | 6 | 4 | 1 | 1 | 9  | 4  | +5   |  | Égypte                     | 2-0 |     | 1-1 | 3-0 |
| 3    | Zambie  | 5   | 6 | 1 | 2 | 3 | 2  | 5  | -3   |  | Zambie                     | 0-2 | 0-1 |     | 1-0 |
| 4    | Rwanda  | 2   | 6 | 0 | 2 | 4 | 1  | 8  | -7   |  | Rwanda                     | 0-0 | 0-1 | 0-0 |     |

## Matchs

### 1ertour

#### Groupe A
| Rang | Équipe  | Pts | J | G | N | P | Bp | Bc | Diff |  | Résultats (▼ dom., ► ext.) |  |     |     |     |
| ---- | ------- | --- | - | - | - | - | -- | -- | ---- |  | -------------------------- |  | --- | --- | --- |
| 1    | Angola  | 5   | 3 | 1 | 2 | 0 | 6  | 4  | +2   |  | Angola                     |  | 0-0 | 4-4 | 2-0 |
| 2    | Algérie | 4   | 3 | 1 | 1 | 1 | 1  | 3  | -2   |  | Algérie                    |  |     | 1-0 | 0-3 |
| 3    | Mali    | 4   | 3 | 1 | 1 | 1 | 7  | 6  | +1   |  | Mali                       |  |     |     | 3-1 |
| 4    | Malawi  | 3   | 3 | 1 | 0 | 2 | 4  | 5  | -1   |  | Malawi                     |  |     |     |     |

##### Matchs
| Titulaires : |  |
| |  |
| 1 • Swadick Sanudi 81e · 3 • Moses Chavula · 5 • James Sangala · 7 • Peter Mponda · 9 • Russel Mwafulirwa · 10 • Joseph Kamwendo · 11 • Esau Kanyenda · 12 • Elvis Kafoteka · 13 • Hellings Mwakasungula · 18 • Peter Wadabwa 77e · 19 • Davie Banda 51e ·                |  |
| Remplaçants : |  |
| 2 • Peter Mgangira · 4 • Chiukepo Msowoya · 6 • Allan Kamanga 51e · 8 • Jacob Ngwira · 14 • Victor Nyirenda · 15 • Robert Ng'ambi · 16 • Simplex Nthala · 17 • Jimmy Zakazaka 77e · 20 • Atusaye Nyondo · 21 • Maupo Msowoya · 22 • Charles Swini · 23 • Harry Nyirenda · |  |
| Entraîneur : |  |
| Kinnah Phiri |  |

| Titulaires : |  |
| |  |
| 2 • Madjid Bougherra · 3 • Nadir Belhadj · 5 • Rafik Halliche · 6 • Yazid Mansouri · 9 • Abdelkader Ghezzal 79e · 10 • Rafik Saifi 77e · 13 • Karim Matmour 70e · 15 • Karim Ziani 83e · 16 • Faouzi Chaouchi · 17 • Samir Zaoui · 19 • Hassan Yebda ·                                  |  |
| Remplaçants : |  |
| 1 • Mohamed Ousserir · 7 • Yacine Bezzaz 70e · 8 • Khaled Lemmouchia · 11 • Slimane Raho · 12 • Reda Babouche · 13 • Anthar Yahia · 14 • Abdelkader Laifaoui · 18 • Hameur Bouazza 79e · 20 • Mourad Meghni · 21 • Abdelmalek Ziaya 77e · 22 • Djamel Abdoun · 23 • Amine Zemmamouche · |  |
| Entraîneur : |  |
| Rabah Saâdane |  |

| Titulaires : |  |
| |  |
| 1 • Swadick Sanudi 81e · 3 • Moses Chavula · 5 • James Sangala · 7 • Peter Mponda · 9 • Russel Mwafulirwa · 10 • Joseph Kamwendo · 11 • Esau Kanyenda · 12 • Elvis Kafoteka · 13 • Hellings Mwakasungula · 18 • Peter Wadabwa 77e · 19 • Davie Banda 51e ·                |  |
| Remplaçants : |  |
| 2 • Peter Mgangira · 4 • Chiukepo Msowoya · 6 • Allan Kamanga 51e · 8 • Jacob Ngwira · 14 • Victor Nyirenda · 15 • Robert Ng'ambi · 16 • Simplex Nthala · 17 • Jimmy Zakazaka 77e · 20 • Atusaye Nyondo · 21 • Maupo Msowoya · 22 • Charles Swini · 23 • Harry Nyirenda · |  |
| Entraîneur : |  |
| Kinnah Phiri |  |

| Titulaires : |  |
| |  |
| 2 • Madjid Bougherra · 3 • Nadir Belhadj · 5 • Rafik Halliche · 6 • Yazid Mansouri · 9 • Abdelkader Ghezzal 79e · 10 • Rafik Saifi 77e · 13 • Karim Matmour 70e · 15 • Karim Ziani 83e · 16 • Faouzi Chaouchi · 17 • Samir Zaoui · 19 • Hassan Yebda ·                                  |  |
| Remplaçants : |  |
| 1 • Mohamed Ousserir · 7 • Yacine Bezzaz 70e · 8 • Khaled Lemmouchia · 11 • Slimane Raho · 12 • Reda Babouche · 13 • Anthar Yahia · 14 • Abdelkader Laifaoui · 18 • Hameur Bouazza 79e · 20 • Mourad Meghni · 21 • Abdelmalek Ziaya 77e · 22 • Djamel Abdoun · 23 • Amine Zemmamouche · |  |
| Entraîneur : |  |
| Rabah Saâdane |  |

| Titulaires : |  |
| |  |
| 2 • Ousmane Berthé · 3 • Adama Tamboura · 6 • Mahamadou Diarra 59e · 7 • Tenema N'Diaye 35e 61e · 10 • Modibo Maïga · 12 • Seydou Keita · 13 • Bakary Soumare 44e · 16 • Soumaila Diakite · 18 • Mohamed Sissoko 66e · 21 • Mustapha Yatabaré 59e · 23 • Abdoulaye Maïga ·             |  |
| Remplaçants : |  |
| 1 • Mahamadou Sidibé · 4 • Samba Sow · 5 • Souleymane Diamoutene · 8 • Mamadou Diallo 59e · 9 • Mamadou Bagayoko · 11 • Mamadou Samassa · 14 • Abdou Traoré · 15 • Bakaye Traore · 17 • Mahamane Traore · 19 • Frédéric Kanouté 61e · 20 • Lassana Fané 66e 71e · 22 • Oumar Sissoko · |  |
| Entraîneur : |  |
| Stephen Keshi |  |

| Titulaires : |  |
| |  |
| 2 • Madjid Bougherra · 3 • Nadir Belhadj 65e · 5 • Rafik Halliche · 6 • Yazid Mansouri · 7 • Yacine Bezzaz 70e · 9 • Abdelkader Ghezzal 80e · 13 • Karim Matmour 90e · 14 • Abdelkader Laifaoui · 15 • Karim Ziani · 16 • Faouzi Chaouchi · 19 • Hassan Yebda 33e ·           |  |
| Remplaçants : |  |
| 1 • Mohamed Ousserir · 4 • Anthar Yahia · 8 • Khaled Lemmouchia · 10 • Rafik Saifi 80e · 11 • Slimane Raho · 12 • Reda Babouche · 17 • Samir Zaoui · 18 • Hameur Bouazza 70e · 20 • Mourad Meghni · 21 • Abdelmalek Ziaya 90e · 22 • Djamel Abdoun · 23 • Amine Zemmamouche · |  |
| Entraîneur : |  |
| Rabah Saâdane |  |

| Titulaires : |  |
| |  |
| 2 • Ousmane Berthé · 3 • Adama Tamboura · 6 • Mahamadou Diarra 59e · 7 • Tenema N'Diaye 35e 61e · 10 • Modibo Maïga · 12 • Seydou Keita · 13 • Bakary Soumare 44e · 16 • Soumaila Diakite · 18 • Mohamed Sissoko 66e · 21 • Mustapha Yatabaré 59e · 23 • Abdoulaye Maïga ·             |  |
| Remplaçants : |  |
| 1 • Mahamadou Sidibé · 4 • Samba Sow · 5 • Souleymane Diamoutene · 8 • Mamadou Diallo 59e · 9 • Mamadou Bagayoko · 11 • Mamadou Samassa · 14 • Abdou Traoré · 15 • Bakaye Traore · 17 • Mahamane Traore · 19 • Frédéric Kanouté 61e · 20 • Lassana Fané 66e 71e · 22 • Oumar Sissoko · |  |
| Entraîneur : |  |
| Stephen Keshi |  |

| Titulaires : |  |
| |  |
| 2 • Madjid Bougherra · 3 • Nadir Belhadj 65e · 5 • Rafik Halliche · 6 • Yazid Mansouri · 7 • Yacine Bezzaz 70e · 9 • Abdelkader Ghezzal 80e · 13 • Karim Matmour 90e · 14 • Abdelkader Laifaoui · 15 • Karim Ziani · 16 • Faouzi Chaouchi · 19 • Hassan Yebda 33e ·           |  |
| Remplaçants : |  |
| 1 • Mohamed Ousserir · 4 • Anthar Yahia · 8 • Khaled Lemmouchia · 10 • Rafik Saifi 80e · 11 • Slimane Raho · 12 • Reda Babouche · 17 • Samir Zaoui · 18 • Hameur Bouazza 70e · 20 • Mourad Meghni · 21 • Abdelmalek Ziaya 90e · 22 • Djamel Abdoun · 23 • Amine Zemmamouche · |  |
| Entraîneur : |  |
| Rabah Saâdane |  |

| Titulaires : |  |
| |  |
| 2 • Jamuana · 5 • Kali · 8 • Xara · 10 • Zuela · 11 • Gilberto · 13 • Carlos · 14 • Djalma · 15 • Rui Marques · 17 • Zé Kalanga · 21 • Mabina · 23 • Manucho · |  |
| Remplaçants : |  |
| 4 • Dias · 7 • Job · 12 • Macaba · |  |
| Entraîneur : |  |
| Manuel José |  |

| Titulaires : |  |
| |  |
| 2 • Madjid Bougherra · 3 • Nadir Belhadj · 5 • Rafik Halliche · 6 • Yazid Mansouri · 9 • Abdelkader Ghezzal · 13 • Karim Matmour · 14 • Abdelkader Laïfaoui · 15 • Karim Ziani · 16 • Faouzi Chaouchi · 18 • Hameur Bouazza · 19 • Hassan Yebda · |  |
| Remplaçants : |  |
| • Mourad Meghni · • Djamel Abdoun · |  |
| Entraîneur : |  |
| Rabah Saâdane |  |

| Titulaires : |  |
| |  |
| 2 • Jamuana · 5 • Kali · 8 • Xara · 10 • Zuela · 11 • Gilberto · 13 • Carlos · 14 • Djalma · 15 • Rui Marques · 17 • Zé Kalanga · 21 • Mabina · 23 • Manucho · |  |
| Remplaçants : |  |
| 4 • Dias · 7 • Job · 12 • Macaba · |  |
| Entraîneur : |  |
| Manuel José |  |

| Titulaires : |  |
| |  |
| 2 • Madjid Bougherra · 3 • Nadir Belhadj · 5 • Rafik Halliche · 6 • Yazid Mansouri · 9 • Abdelkader Ghezzal · 13 • Karim Matmour · 14 • Abdelkader Laïfaoui · 15 • Karim Ziani · 16 • Faouzi Chaouchi · 18 • Hameur Bouazza · 19 • Hassan Yebda · |  |
| Remplaçants : |  |
| • Mourad Meghni · • Djamel Abdoun · |  |
| Entraîneur : |  |
| Rabah Saâdane |  |

### Quarts de finale
| Titulaires : |  |
| |  |
| 1 • Boubacar Barry Copa · 4 • Abib Kolo-Touré · 5 • Didier Zokora 96e · 6 • Yaya Touré 120e · 8 • Salomon Kalou 4e 83e · 9 • Cheik Ismael Tioté 72e · 10 • Gervinho · 11 • Didier Drogba · 17 • Siaka Tiéné · 20 • Guy Demel · 22 • Souleymane Bamba ·                                              |  |
| Remplaçants : |  |
| 2 • Angoua Brou Benjamin · 3 • Arthur Boka · 7 • Emerse Faé 72e · 12 • Abdoulaye Meïté · 13 • Jean-Jacques Gosso · 14 • Bakari Koné · 15 • Aruna Dindane 96e · 16 • Aristide Zogbo · 18 • Kader Keita 83e 89e · 19 • Emmanuel Kouamatien Koné · 21 • Emmanuel Eboué · 23 • Vincent de Paul Angban · |  |
| Entraîneur : |  |
| Vahid Halilhodžić |  |

| Titulaires : |  |
| |  |
| 2 • Madjid Bougherra 3e 90+2e · 3 • Nadir Belhadj · 4 • Antar Yahia 71e 85e · 5 • Rafik Halliche · 6 • Yazid Mansouri · 9 • Abdelkader Ghezzal · 13 • Karim Matmour 40e 105+2e · 15 • Karim Ziani 106e · 16 • Faouzi Chaouchi · 19 • Hassan Yebda · 20 • Mourad Meghni 91e ·              |  |
| Remplaçants : |  |
| 1 • Mohamed Ousserir · 7 • Yacine Bezzaz · 8 • Khaled Lemmouchia · 10 • Rafik Saïfi · 11 • Slimane Raho 85e · 12 • Reda Babouche · 14 • Abdelkader Laifaoui · 17 • Samir Zaoui · 18 • Hameur Bouazza 91e 92e · 21 • Abdelmalek Ziaya · 22 • Djamel Abdoun 106e · 23 • Amine Zemmamouche · |  |
| Entraîneur : |  |
| Rabah Saâdane |  |

| Titulaires : |  |
| |  |
| 1 • Boubacar Barry Copa · 4 • Abib Kolo-Touré · 5 • Didier Zokora 96e · 6 • Yaya Touré 120e · 8 • Salomon Kalou 4e 83e · 9 • Cheik Ismael Tioté 72e · 10 • Gervinho · 11 • Didier Drogba · 17 • Siaka Tiéné · 20 • Guy Demel · 22 • Souleymane Bamba ·                                              |  |
| Remplaçants : |  |
| 2 • Angoua Brou Benjamin · 3 • Arthur Boka · 7 • Emerse Faé 72e · 12 • Abdoulaye Meïté · 13 • Jean-Jacques Gosso · 14 • Bakari Koné · 15 • Aruna Dindane 96e · 16 • Aristide Zogbo · 18 • Kader Keita 83e 89e · 19 • Emmanuel Kouamatien Koné · 21 • Emmanuel Eboué · 23 • Vincent de Paul Angban · |  |
| Entraîneur : |  |
| Vahid Halilhodžić |  |

| Titulaires : |  |
| |  |
| 2 • Madjid Bougherra 3e 90+2e · 3 • Nadir Belhadj · 4 • Antar Yahia 71e 85e · 5 • Rafik Halliche · 6 • Yazid Mansouri · 9 • Abdelkader Ghezzal · 13 • Karim Matmour 40e 105+2e · 15 • Karim Ziani 106e · 16 • Faouzi Chaouchi · 19 • Hassan Yebda · 20 • Mourad Meghni 91e ·              |  |
| Remplaçants : |  |
| 1 • Mohamed Ousserir · 7 • Yacine Bezzaz · 8 • Khaled Lemmouchia · 10 • Rafik Saïfi · 11 • Slimane Raho 85e · 12 • Reda Babouche · 14 • Abdelkader Laifaoui · 17 • Samir Zaoui · 18 • Hameur Bouazza 91e 92e · 21 • Abdelmalek Ziaya · 22 • Djamel Abdoun 106e · 23 • Amine Zemmamouche · |  |
| Entraîneur : |  |
| Rabah Saâdane |  |

### Demi-finale
| Demi-Finale 2               | Algérie                                   | 0 - 4 | Égypte                                                       | Complexo da Sr. da Graça, Benguela            |                                               |
| 28 janvier 2010 20:30 UTC+1 | Halliche 38e · Belhadj 70e · Chaouchi 87e |       | Abd Rabo 39e (pen.) · Zidan 65e · Abdel-Shafy 81e · Nagy 94e | Spectateurs : 25 000 Arbitrage : Coffi Codjia | Spectateurs : 25 000 Arbitrage : Coffi Codjia |
| 28 janvier 2010 20:30 UTC+1 | Rapport                                   |       |                                                              | Spectateurs : 25 000 Arbitrage : Coffi Codjia | Spectateurs : 25 000 Arbitrage : Coffi Codjia |

### Match pour la3eplace
| Match pour la 3e place      | Nigeria    | 1 - 0 | Algérie | Complexo da Sr. da Graça, Benguela             |                                                |
| 30 janvier 2010 17:00 UTC+1 | Obinna 55e |       |         | Spectateurs : 12 000 Arbitrage : Badara Diatta | Spectateurs : 12 000 Arbitrage : Badara Diatta |
| 30 janvier 2010 17:00 UTC+1 | Rapport    |       |         | Spectateurs : 12 000 Arbitrage : Badara Diatta | Spectateurs : 12 000 Arbitrage : Badara Diatta |